# Passionsspiel

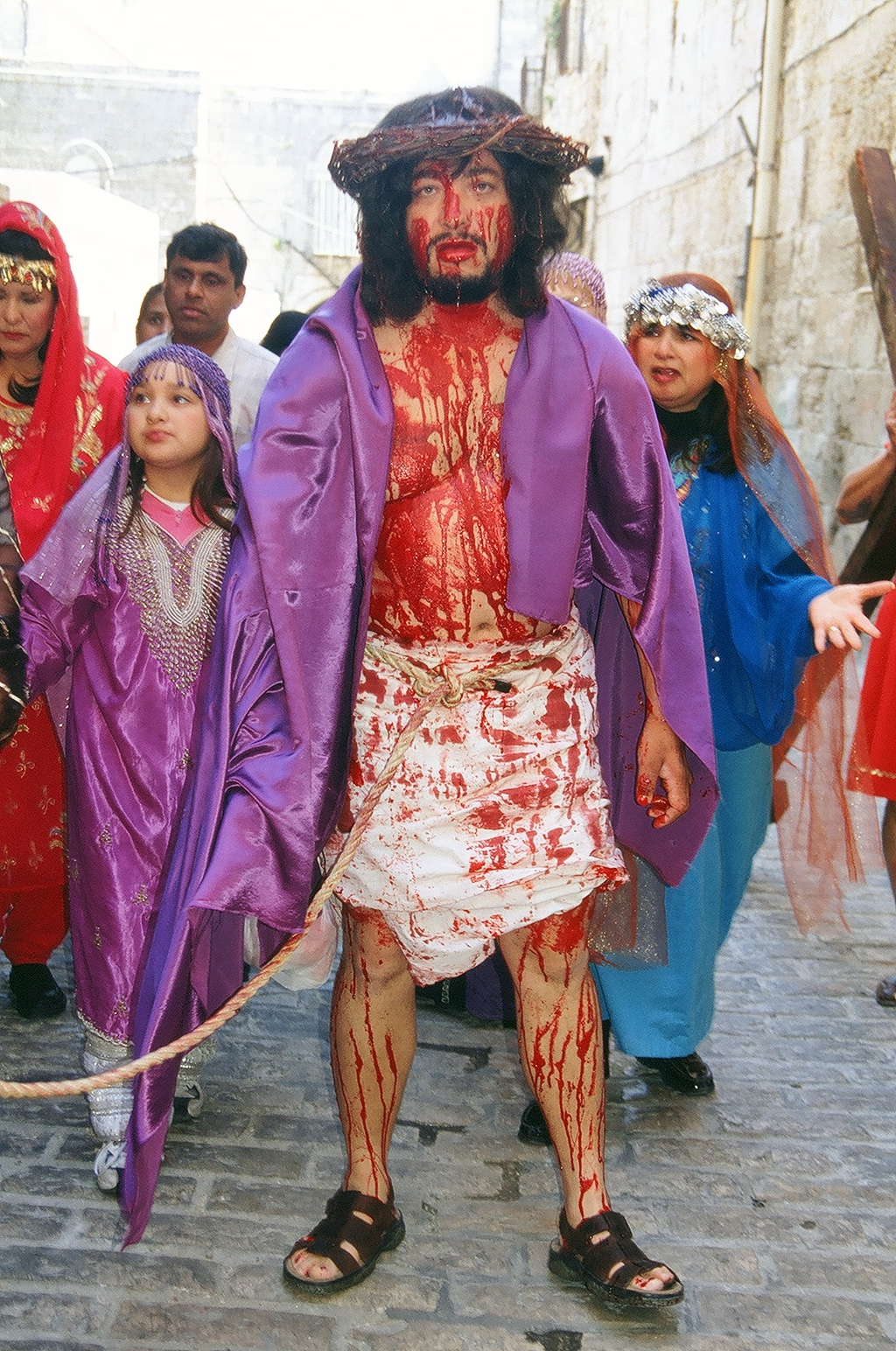
Passionsspiel in der Via Dolorosa, Jerusalem, 2005

Als Passionsspiel werden christliche geistliche Dramen um die Passion, das Leiden und Sterben Jesu von Nazaret bezeichnet. Karfreitagsspiele, Passionsspiele und die sich thematisch häufig überschneidenden Osterspiele waren im Mittelalter und in der frühen Neuzeit in ganz Europa verbreitet. Sie erstrecken sich über Stunden oder sogar Tage. Manche Spiele trugen auch deutlich antijüdische Züge. Noch heute werden Passionsspiele vor allem in den katholisch geprägten Regionen Bayerns und Österreichs aufgeführt. Die bekanntesten Passionsspiele finden seit dem 17. Jahrhundert in ununterbrochener Tradition in Oberammergau statt.

## Geschichte

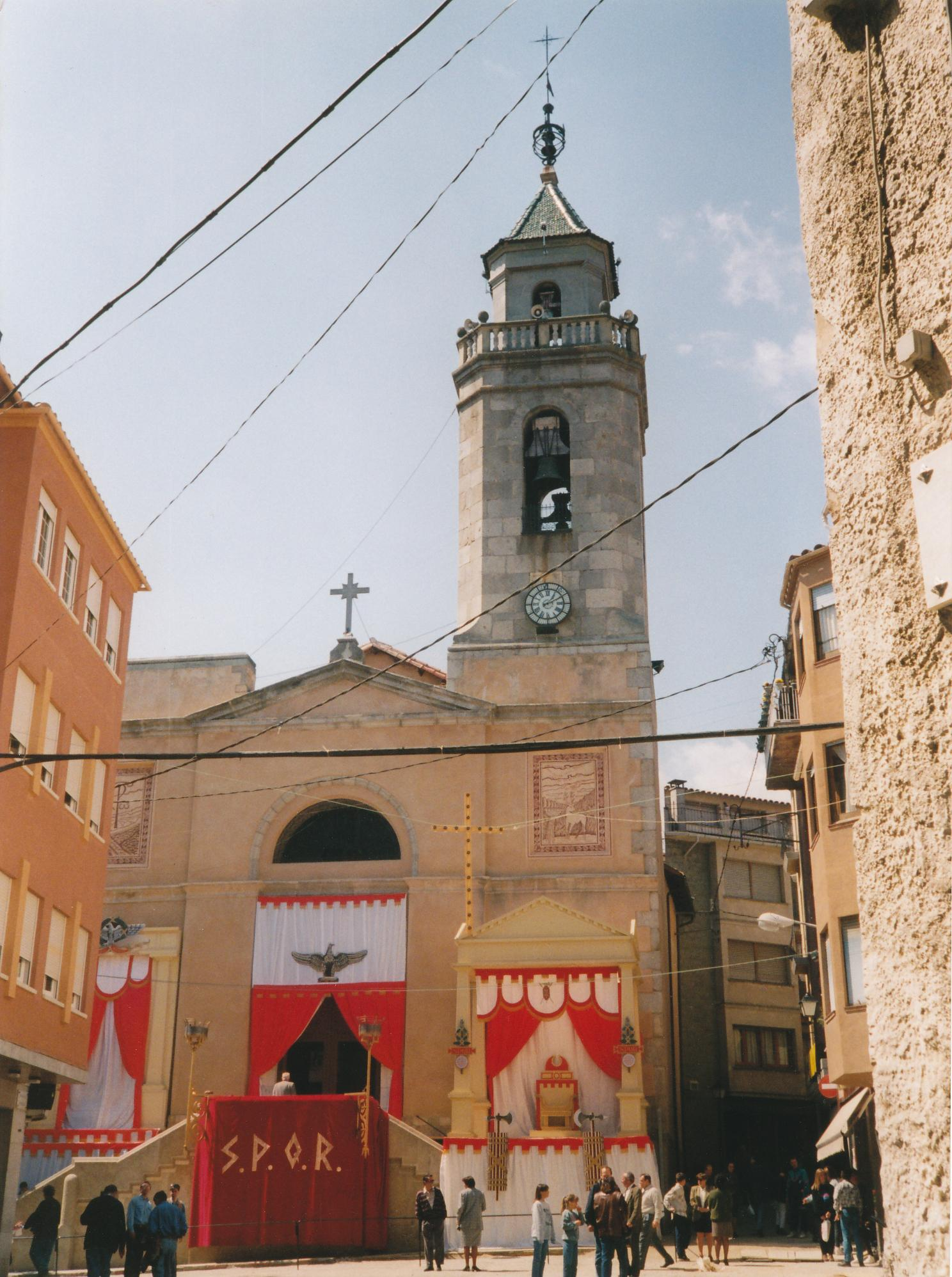
Station des „Via Crucis Vivent“ in Sant Hilari Sacalm (Katalonien)

Via Crucis Saarlouis 2005

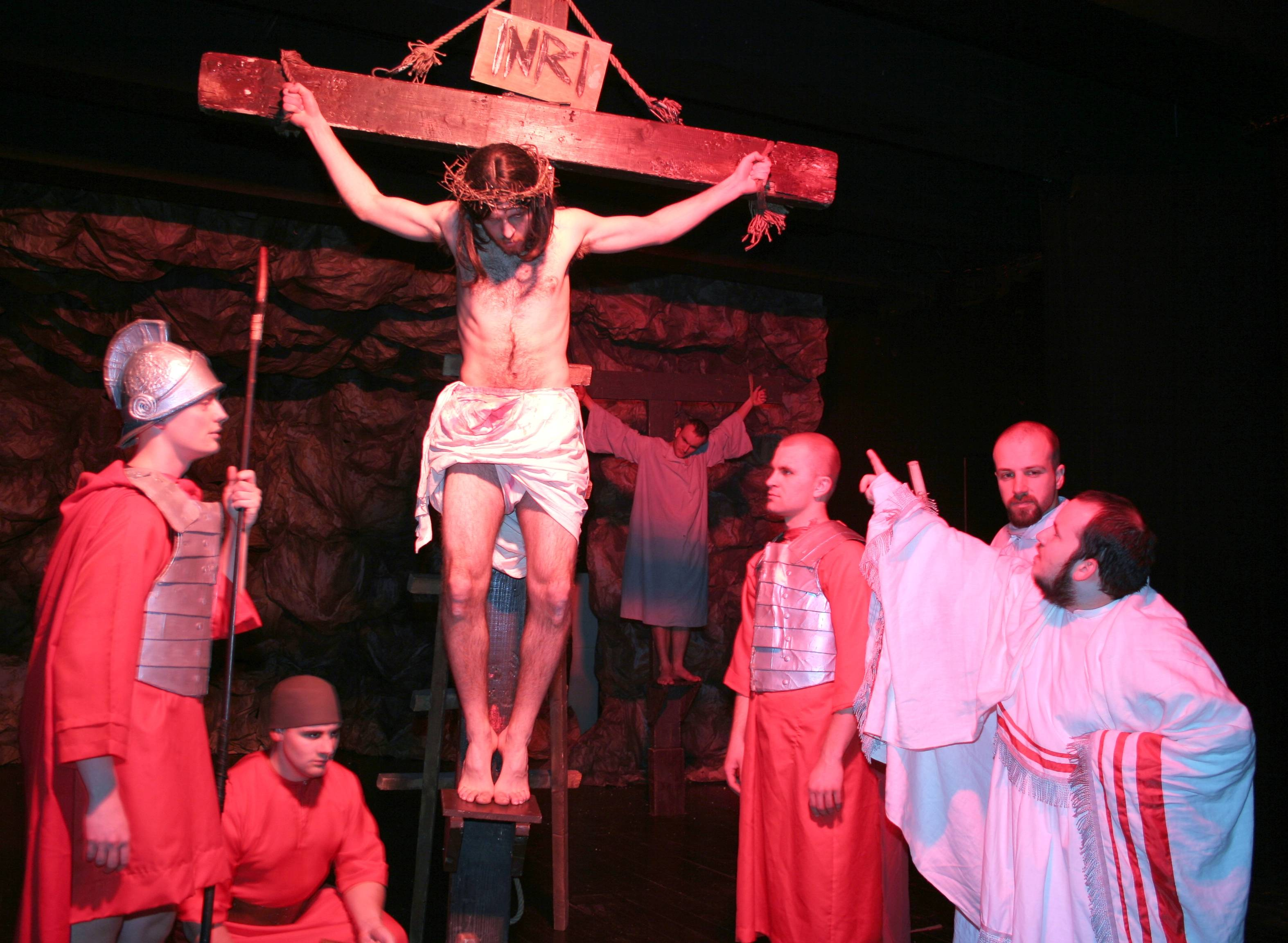
Passionsspiel in Ołtarzew, Polen

Christliche Passionsspiele, eine im Mittelalter häufig vertretene Art der geistlichen Spiele, wurden vielerorts am Karfreitag aufgeführt und standen im engen Zusammenhang mit der Liturgie.
Sie haben das Leiden und den Tod Jesu Christi zur Haupthandlung. Die eigentliche Darstellung der Passion kam erst nach anderen Episoden der Heilsgeschichte. Darauf folgten Kreuzigung und Grablegung.
Wie weit die Passionsspiele geschichtlich zurückreichen, ist nicht genau festzustellen. Als das älteste Passionsspiel im deutschsprachigen Raum gelten jedoch laut UNESCO die Passionsspiele Erl, welche auch heute noch bis zu 40.000 Besucher anziehen. In Frankreich nannte man sie auch Mysterien- oder Mirakelspiele.
In deutschen Handschriften des 13. Jahrhunderts sind zwei Passionsspiele bruchstückweise erhalten, von denen das erste, mit hauptsächlich lateinischem Text („Ludus paschalis sive de passione Domini“, hrsg. von Hoffmann von Fallersleben in Fundgruben, Bd. 2, S. 245 ff., und von Schmeller in den Carmina Burana), einzelne deutsche Strophen enthält, während das andere, von einem höfisch gebildeten Dichter herstammend, ganz in deutscher Sprache und in den Kunstformen des 13. Jahrhunderts gehalten ist.
Zu den späteren Niederschriften, die meist auf einen älteren Ursprung zurückweisen, gehören: das „Frankfurter Passionsspiel“, das „Alsfelder Passionsspiel“ (hrsg. von Grein, Kassel 1874), das „Heidelberger Passionsspiel“ (hrsg. von Gustav Milchsack, Tübingen 1880), das „Donaueschinger Passionsspiel“ (gedruckt in Mones Schauspiele des Mittelalters, Karlsruhe 1846), das „Freiburger Passionsspiel“ (hrsg. von Martin, Freiburg 1872), das „Bozner Passionsspiel“ (hrsg. von J. E. Wackernell, Graz 1897), die niederdeutsche Marienklage (hrsg. von O. Schönemann, Hannover 1855) und das Redentiner Osterspiel u. a. Sie alle legen Zeugnis für die typische Gleichartigkeit und Ähnlichkeit der Passionsspiele ab.
Sie sind sämtlich melodramatisch behandelt; die Reden wechseln mit gesungenen Stellen (in denen sich die lateinischen Kirchenhymnen am längsten innerhalb des Rahmens der Passionsspiele erhielten) und nehmen in den Gang der Handlung possenhafte und komische Episoden auf, zu denen das Leben der Maria Magdalena vor ihrer Bekehrung, die Höllenfahrt Christi, der Einkauf der Salben und Spezereien durch die drei Marien vor dem Besuch des Heiligen Grabes die szenischen Anlässe bilden. Simon von Cyrene half Jesus am letzten Abschnitt, das Kreuz zu tragen. Besonders ausgeformt sind die Passionsprozession von Škofja Loka in Slowenien aus dem Jahre 1721, die 1999 und 2000 wieder belebt wurde und auf das einzig erhaltene europäische Regiebuch aus dem Barock zurückgeht und zahlreiche allegorische Figuren aufweist. Die vorwiegend pantomimische Darstellung des Kreuzziehens in Tresdorf im Mölltal in Kärnten, Österreich, wird alljährlich am Gründonnerstag und Karfreitag in alten Kostümen aufgeführt. Vom ebenfalls nicht kommerzialisierten Christi-Leiden-Spiel, in dem in Wien Luzifer und andere Teufel auftreten, bzw. in Kärnten noch andere allegorische Figuren hinzukommen, wie z. B. der Hirte und der Tod oder die Tödin, sind Textvorlagen zum Metnitzer Spiel des Silvester Wietinger aus den Jahren 1911 bzw. 1916 u. a. deutsche Spieltexte erhalten. Seit 2007 gibt es die Gegendtaler Passionsspiele im Krastal, im dortigen Dialekt, mit Musik und viel Sologesang. Slowenische Texte sind entweder Kopien der Köstenberger Passionskomödie des Andreas Schuster-Drabosenig (1818) oder Nachdichtungen, wie z. B. das Christi-Leiden-Spiel des Josef Uran aus Lind ob Velden (1889), jenes von Johann Graber (1895, leider verschollen) und die Handschrift des Edmund Müller (1931) aus St. Stefan bei Finkenstein. Letztere wurde von Luise Maria Ruhdorfer aus dem slowenischen Dialekt in die deutsche Hochsprache übersetzt und von Ilona M. Wulff-Lübbert 2014 neu dramaturgisiert und im August 2015 auch unter ihrer Regie auf der Klosterruine Arnoldstein in einer Outdoor- und einer Indoor-Variante aufgeführt. An Palmsonntag und Karfreitag 2023 führten Darsteller und Chor aus den ev. Kirchengemeinden beim nordhessischen Wolfhagen die Passionsgeschichte auf mit Szenen vom Einzug in Jerusalem bis zur Begegnung Jesus mit seinen Jüngern in Emmaus.
Nach der Reformation warfen sich die protestantischen Dramendichter überwiegend auf biblische Stoffe des Alten Testaments, die sich in moralisierendem Sinn behandeln ließen, und bildeten die Passionsspiele zu Moralitäten aus. In den katholisch bleibenden Teilen Deutschlands, namentlich in den Bayerischen, Tiroler und Salzburger Alpen, bestanden dieselben jedoch fort, teils in der vollen mittelalterlichen Naivität, teils in einer tendenziösen Umarbeitung und Zurichtung, welche besonders die Jesuiten und die von ihnen ausgebildeten Geistlichen vornahmen. Aber auch für die katholischen Landesteile ist ein Passionsspiel mit Themen aus dem alten Testament belegt: das Passionsspiel von Perchtoldsdorf mit dem Stoffkreis um den verstoßenen Ismael (1. Buch Moses, 21. Kapitel, Verse 9 ff.).
Die älteren Spiele, die sich bis ins 18. Jahrhundert behauptet hatten, fielen der Aufklärung zum Opfer. Unter Karl Theodor und König Max Joseph I. wurden selbst in Bayern die Passionsaufführungen untersagt. Eine Ausnahme bildeten das Waaler Passionsspiel und das Oberammergauer Passionsspiel.

## Passionsspielorte (Auswahl)

Via Crucis 2005 in Saarlouis

- Deutschland, mit anhaltender Spielpraxis: Oberammergau (Oberammergauer Passionsspiele, seit 1634), Bramsche/Kloster Malgarten (Passionsspiele im Osnabrücker Land, seit 1974), Chorin (am Kloster Chorin, Brandenburg, seit 1995), Waal (Schwaben) (Passions- und Heiligenspiele in Waal seit 1621), Bensheim (Bensheimer Passionsspiel, seit 1983), Saarlouis, Perlesreut, Rieden, Salmünster (Passionsspiele Salmünster, seit 1983), Scheinfeld, Schuld, Sömmersdorf (Fränkische Passionsspiele Sömmersdorf, seit 1933), Tirschenreuth, Wintrich, Kemnath, Bubach-Calmesweiler, Dammbach, Neumarkt in der Oberpfalz, Wuppertal, Hallenberg/Sauerland, Auersmacher (Saarland), Weilheim in Oberbayern, Zschorlau, Leuchtenburg in Seitenroda[4]
ehemalig: Stieldorf (1889–1935), Altmühlmünster (Ortsteil von Riedenburg), Frankfurt-Höchst, Freiberg[5] (belegt 1509–1523)
- Österreich: Erl (seit 1613), Grinzens, Kirchschlag in der Buckligen Welt, Klösterle, Thiersee (Passionsspiele Thiersee, seit 1799), Mettmach, Feldkirchen bei Graz, Dorfstetten, Römersteinbruch St. Margarethen, Tresdorf im Mölltal, Kilb, Sankt Georgen am Kreischberg, Eibesthal, Kainbach bei Graz, Steirisch Laßnitz, Krastal, Arnoldstein
ehemalig: Hall in Tirol (belegt 1430–1570)[6]
- Italien: Bozen, Sterzing, Sordevolo, Bagno a Ripoli-Grassina[7]

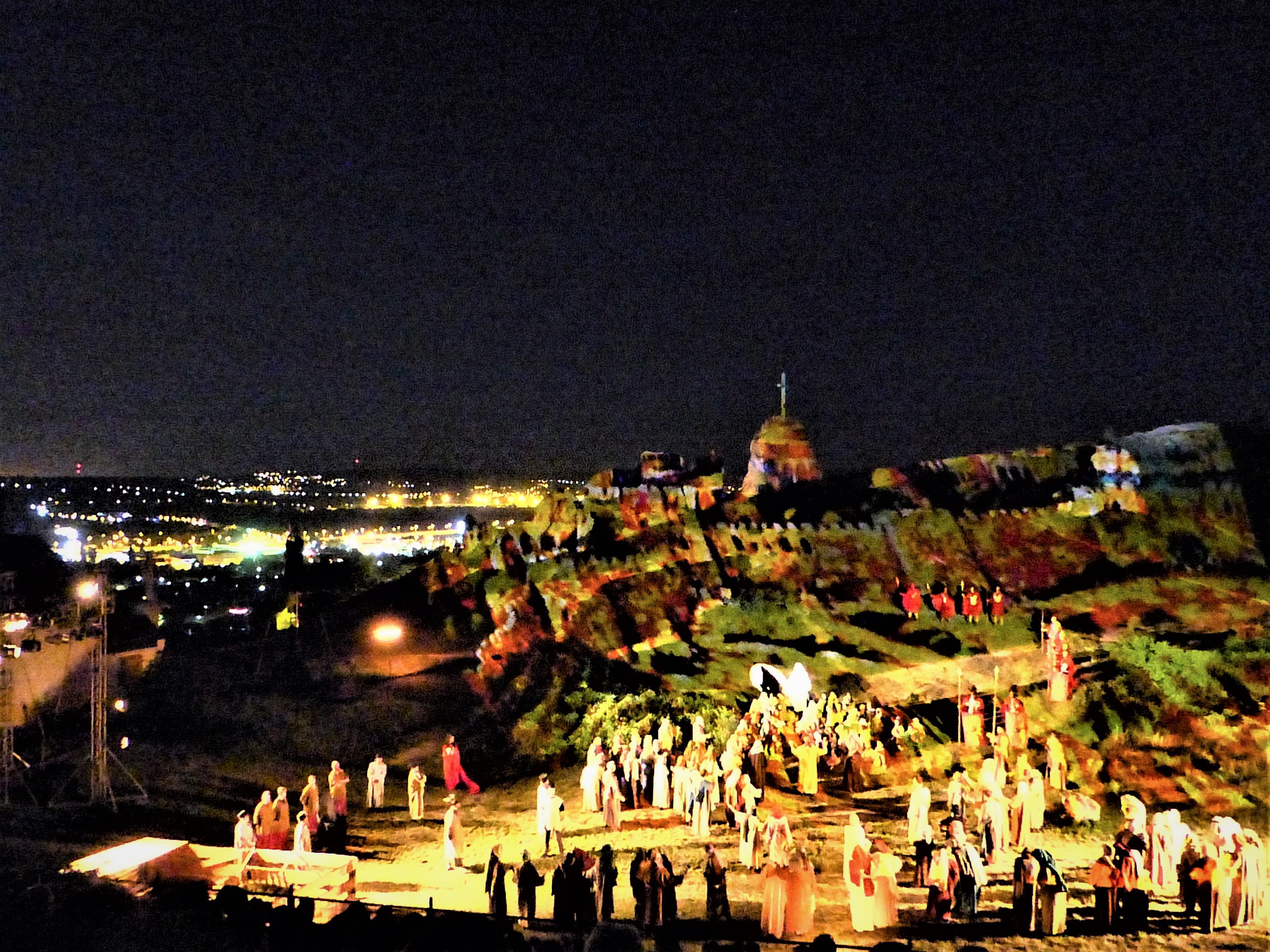
Budaörser Passion 2018

- Polen: Kalwaria Zebrzydowska, Wejherowo
- Slowenien: Škofja Loka
- Tschechien: Höritzer Passionsspiele in Hořice na Šumavě[8]
- Frankreich: Masmünster/Elsass (Aufführung in deutscher Sprache)
- USA: Spearfish (South Dakota) (Black Hills Passion Play)[9][10]
- Niederlande: Tegelen (seit 1931), Hertme (seit 1953)[11]
- Ungarn: Budaörs
- Belgien: Schönberg, Kelmis